# فیل لرد و کریستوفر میلر
فیلیپ ا. لرد (زاده ۱۲ ژوئیه ۱۹۷۵) و کریستوفر رابرت میلر (زاده ۲۳ سپتامبر ۱۹۷۵) دو فیلم‌ساز، پویانما و بازیگر آمریکایی هستند. فیلیپ لرد و کریستوفر میلر در کالج دارتموث با یکدیگر آشنا شدند. آن‌ها در سال ۲۰۱۹ بابت ساخت بهترین انیمیشن سال (مردعنکبوتی: به درون دنیای عنکبوتی) جوایز بفتا، اسکار و گلدن گلوب را از آن خود کردند.

## آثار
- ابری با احتمال بارش کوفته‌قلقلی (۲۰۰۹ - نویسنده و کارگردان)
- خیابان جامپ شماره ۲۱ (۲۰۱۲ - کارگردان)
- ابری با احتمال بارش کوفته‌قلقلی ۲ (۲۰۱۳ - طراح داستان و تهیه‌کننده اجرایی)
- فیلم لگو (۲۰۱۴ - نویسنده و کارگردان)
- خیابان جامپ شماره ۲۲ (۲۰۱۴ - کارگردان و تهیه‌کننده اجرایی)
- فیلم لگو بتمن  (۲۰۱۷ - تهیه‌کننده)
- فیلم لگو نینجاگو  (۲۰۱۷ - تهیه‌کننده)
- سولو: داستانی از جنگ ستارگان (۲۰۱۸ - تهیه‌کننده اجرایی)
- پاکوچولو  (۲۰۱۸ - تهیه‌کننده اجرایی)
- مرد عنکبوتی: به درون دنیای عنکبوتی (۲۰۱۸ - نویسنده و تهیه‌کننده)
- فیلم لگو ۲: بخش دوم (۲۰۱۹ - نویسنده و تهیه‌کننده)
- میچل‌ها در برابر ماشین‌ها (۲۰۲۱ - تهیه‌کننده)
- مرد عنکبوتی: در میان دنیای عنکبوتی (۲۰۲۳ - نویسنده و تهیه کننده)